# Дифференциальное тождество Бьянки
Тензор Римана удовлетворяет следующему тождеству:
{\displaystyle (1)\qquad \nabla _{i}R_{\;rjk}^{s}+\nabla _{j}R_{\;rki}^{s}+\nabla _{k}R_{\;rij}^{s}=0,}
которое называется дифференциальным тождеством Бьянки (или вторым тождеством Бьянки) в дифференциальной геометрии.

## Доказательство с использованием специальной системы координат
Выберем на многообразии какую-то одну произвольную точку {\displaystyle P} и докажем равенство (1) в этой точке. Поскольку точка {\displaystyle P} произвольная, то отсюда будет следовать справедливость тождества (1) на всём многообразии.
В точке {\displaystyle P} мы можем выбрать такую специальную систему координат, что все символы Кристоффеля (но не их производные) превращаются в ноль в этой точке. Тогда для ковариантных производных в точке {\displaystyle P} имеем
{\displaystyle (2)\qquad \nabla _{i}R_{\;rjk}^{s}=\partial _{i}R_{\;rjk}^{s}.}
Поскольку
{\displaystyle (3)\qquad R_{\;rjk}^{s}=\partial _{j}\Gamma _{kr}^{s}-\partial _{k}\Gamma _{jr}^{s}+\Gamma _{jp}^{s}\Gamma _{kr}^{p}-\Gamma _{kp}^{s}\Gamma _{jr}^{p},}
то в точке {\displaystyle P} имеем
{\displaystyle (4)\qquad \nabla _{i}R_{\;rjk}^{s}=\partial _{i}\partial _{j}\Gamma _{kr}^{s}-\partial _{i}\partial _{k}\Gamma _{jr}^{s}.}
Циклически переставляя в (4) индексы {\displaystyle ijk}, получим ещё два равенства:
{\displaystyle (5)\qquad \nabla _{j}R_{\;rki}^{s}=\partial _{j}\partial _{k}\Gamma _{ir}^{s}-\partial _{j}\partial _{i}\Gamma _{kr}^{s},}
{\displaystyle (6)\qquad \nabla _{k}R_{\;rij}^{s}=\partial _{k}\partial _{i}\Gamma _{jr}^{s}-\partial _{k}\partial _{j}\Gamma _{ir}^{s}.}
Легко видеть, что при сложении равенств (4), (5) и (6) в левой части уравнения получится левая часть выражения (1), а в правой, учтя коммутативность частных производных, все слагаемые взаимно уничтожаются, и мы получим ноль.